# Sobrado do Engenho de Santo Antônio de Camuciatá
O Sobrado do Engenho de Santo Antônio de Camuciatá, anteriormente conhecido como Sobrado do Barão de Jeremoabo, é um edifício histórico localizado na cidade de Itapicuru, no estado da Bahia. Foi tombado pelo Instituto do Patrimônio Artístico e Cultural da Bahia em 1994 e é sede do Museu do Nordeste Barão de Jeremoabo.

## História
O sobrado foi construído dentro do "Engenho de Santo Antônio de Camuciatá" para ser a casa-grande da família do Barão de Jeremoabo. Sua pedra fundamental foi fincada em 9 de janeiro de 1888 e o prédio foi inaugurado em 10 de março de 1894.
O sobrado do Barão de Jeremoabo foi construído em local histórico. Para a construção do edifício, foi demolido o sobrado que ali existia, construído pelo capitão-mor João Dantas dos Imperiais, avó de Cícero Dantas Martins, que ficava poucos metros do riacho Camuciatá. Porém, antes do sobrado de João Dantas, a edificação existente era a "Casa da Torre", pertencente à família Garcia d’Ávila. Estas terras foram vendidas para Baltazar dos Reis Porto (trisavô do Barão de Jeremoabo) em outubro de 1754 por 400$00 contos de réis.
O terreno onde foi fixado a fundação do sobrado, são as mesmas terras que serviram de quartel para o General Pedro Labatut durante as ações militares que culminaram na Independência da Bahia. Estas mesmas terras receberam, em 1876, a visitado de Antônio Conselheiro e seus seguidores.
Com o objetivo de preservar o patrimônio rural ligado ao ciclo da cana-de-açúcar, pois o "Engenho Camuciatá" existe desde o século XVIII, o Instituto do Patrimônio Artístico e Cultural da Bahia tombou o imóvel em 24 de novembro de 1994.

## Projeto original
Em 1887, o engenheiro baiano José Ferreira Ramos confeccionou a planta arquitetônica utilizada na obra, que consistia em um casarão em estilo neoclássico (lembrando uma pequena vila toscana) com um hall de entrada, cinco salas, uma saleta, dez quartos, escritório, capela, uma cozinha no andar superior e uma cozinha externa, um banheiro e três varandas, além de escadaria em jacarandá.
O conjunto de edificações interligadas da fazendo, se completa com o engenho (uma grande casa de alvenaria) aparelhado de moendas, cobres e fornalhas.

## Acervo
O acervo do sobrado/museu conta com mobiliário do século XIX e início do século XX, de madeira nobre e mármore importado, arte sacra, imagens barrocas, pratarias, quadros, objetos de arte decorativa, além dos arquivos do Coronel Cicero Dantas Martins, destacado chefe político do interior baiana, com jornais, ofícios, fotos, cartas e o famoso caderno de anotações (iniciado em 1895) com notas sobre a  Guerra de Canudos e apontamentos de personalidades e fatos da época. Completam o acervo, livros em francês e português, mapas e selos.